# Thai Wikipédia
A thai Wikipédia (thai nyelven วิกิพีเดียภาษาไทย) a Wikipédia projekt thai nyelvű változata, egy szabadon szerkeszthető internetes enciklopédia.
2003 decemberében indult, és 2011 áprilisában már több mint 66 000 szócikket tartalmazott. Több mint 109 000 szerkesztője közül 19 rendelkezett adminisztrátori jogosultságokkal.

## Mérföldkövek
- 2003. december – indulás
- 2005. március 10. – 1000 szócikk
- 2006. március 14. – 10 000 szócikk
- 2007. március 16. – 20 000 szócikk
- 2007. december 10. – 30 000 szócikk
- 2008. október 26. – 40 000 szócikk
- 2009. szeptember 4. – 50 000 szócikk
- 2010. április 20. – 60 000 szócikk
- Jelenlegi szócikkek száma: 172 660

## Külső hivatkozások
- Thai Wikipédia